# Camptochaete angustata
Camptochaete angustata är en bladmossart som beskrevs av Heinrich Wilhelm Reichardt 1870. Camptochaete angustata ingår i släktet Camptochaete och familjen Lembophyllaceae. Inga underarter finns listade i Catalogue of Life.